# Рэуту, Леонте
Лео́н(те) Рэ́уту (рум. Leonte Răutu; настоящее имя Лев (Лёня) Николаевич Ойгенштейн; 28 февраля 1910, Бельцы, Бессарабская губерния — 1993, Бухарест) — румынский государственный и партийный деятель.

## Биография
Леонте Рэуту (Лев Николаевич Ойгенштейн) родился в 1910 году в бессарабском городке Бельцы на берегу реки Реут (рум. Рэут, — отсюда псевдоним) в семье аптекаря Колмана Фавелевича (Кельмана Файвелевича, Николая Павловича) Ойгенштейна, уроженца Хотина. К 1914 году отец открыл аптеку в местечке Рашков. После окончания начальной еврейской школы и румынской гимназии в Бельцах сумел сдать государственный экзамен на бакалавриат и поступил на юридический факультет Ясского университета, вступил в коммунистическую партию (запрещённую в стране с 1924 года).
На протяжении 1930-х годов был редактором подпольного издания компартии Румынии газеты «Scînteia» (Скынтея — Искра). В 1940 году вернулся в ставшую советской Бессарабию, работал редактором бельцкой газеты «Пэмынтул советик» (Советская земля). В годы Великой Отечественной войны жил в Москве, где в 1943—1945 годах работал редактором румынского отдела государственного издательства иностранных языков и комитета по радиовещанию.
После войны был направлен на работу в Коммунистическую партию Румынии, с 1948 года — член её центрального комитета, в 1955—1981 годах — член исполнительного комитета партии. В 1956—1965 годах возглавлял отдел пропаганды и культуры ЦК компартии Румынии, в 1965—1969 годах — секретарь её центрального комитета, в 1969—1972 годах — заместитель председателя совета министров. В 1972—1982 годах — ректор Академии им. Штефана Георгиу в Бухаресте.

## Семья
- Жена — Наталья Рэуту (урождённая Редель; 1912, Рышканы — ?), работала фармацевтом в Бельцах, затем сотрудником румынской редакции Московского радиокомитета[5][6].
  - Дочь — Анка Оровяну (рум. Anca Oroveanu, род. 1947, Бухарест), румынский искусствовед и культуролог, автор книг в области философской эстетики, профессор Бухарестского национального университета искусств[7][8]; жена искусствоведа и фотографа, директора бухарестского Национального музея современного искусства Михая Оровяну (1946—2013)[9]. Другая дочь Елена (в замужестве Колер), преподаватель английского языка, эмигрировала с мужем из Румынии в 1981 году.
- Брат — Михаил Николаевич Ойгенштейн (Михай Ойштяну, 1916—2003), заместитель министра связи в правительстве Георге Георгиу-Дежа, профессор кафедры истории международного рабочего движения в Академии Штефана Георгиу.
- Племянники:
  - Валерий Михайлович Ойштяну[англ.] (род. 1943, Караганда) — американский поэт-сюрреалист и эссеист, пишет на английском и румынском языках.
  - Андрей Михайлович Ойштяну (род. 1948) — видный румынский литературовед, этнолог и религиовед, президент Румынской ассоциации истории религий (оба были участниками концептуальной фолк-группы Мирчи Флориана «Ceata Melopoică»).
- Брат — Давид Николаевич Ойгенштейн (Дан Рэуту), журналист и переводчик русской прозы на румынский язык[10], в конце 1940-х годов работал в черновицкой газете «Радянська Буковина».

## Публикации
- Л. Н. Ойгенштейн. Борьба демократии против антинародных сил в Румынии: Стенограмма публичной лекции Л. Н. Ойгенштейна, прочитанной 4-го апреля 1945 г. в Лекционном зале в Москве. М.: Типография им. Сталина, 1945.
- Л. Н. Ойгенштейн. Политические партии (Румыния). В справочнике «Балканские страны» (ответственный редактор Ф. Н. Петров). Государственный научный институт «Советская энциклопедия». М.: ОГИЗ, 1946.